# Sebastian II Grabner zu Rosenburg
Sebastian II Grabner zu Rosenburg und Pottenbrunn (detto anche Sebastian von Grabner o Sebastian Grabner il Giovane; ... – 1610) fu un nobile dell'Arciducato d'Austria sotto gli Enns.

## Biografia
Sebastian Grabner era il figlio di Leopold Grabner zu Rosenburg della linea Grabner zu Rosenburg della vasta famiglia Herren von Graben e Freiin Ehrentraud von Königsberg. Seguì suo padre come signore di Rosenburg, Pottenbrunn, Siebenbrunn, Judenau, Schlickendorf nella Bassa Austria e Joslowitz in Moravia. Durante il XVI e l'inizio del XVII secolo, i Grabner erano tra le famiglie più ricche e rispettate dell'Austria, e tra le principali famiglie nobili protestanti del paese, e quindi in opposizione agli Asburgo.
Il primo matrimonio di Sebastian Grabner fu con Johanna von Polheim (* 14 giugno 1561, † 15 giugno 1593), figlia di Maximilian von Polheim und Wartenberg (* 1525, † 20 aprile 1570) e Judith von Weißpriach († 5 novembre 1578 ). Ebbero quattro figli, tra cui Johann Leopold e Friedrich Christoph, l'ultimo dei Grabner zu Rosenburg. Dal suo secondo matrimonio con Margaretha (Marusch) von Zelking non gli nacquero discendenti.
Durante la Riforma protestante, Sebastian Grabner fu uno dei principali protestanti del paese. Tra il 1593 e il 1597 trasformò il castello di Rosenburg in un magnifico palazzo rinascimentale. La maggior parte del castello gotico di Rosenburg fu demolito e il castello fu ricostruito in stile rinascimentale con 13 torri. A lui si deve anche la ricostruzione del castello di Pottenbrunn. Nel 1608 Grabner insieme al figlio maggiore Johann Leopold Grabner zu Rosenburg fu firmatario del protestante Horner Bund. Nel 1609 e nel 1610 fu deputato degli stati protestanti della Bassa Austria. Fu membro del Comitato per la libertà religiosa da loro richiesto e fu quindi coinvolto anche nelle trattative diplomatiche con l'imperatore Mattia.

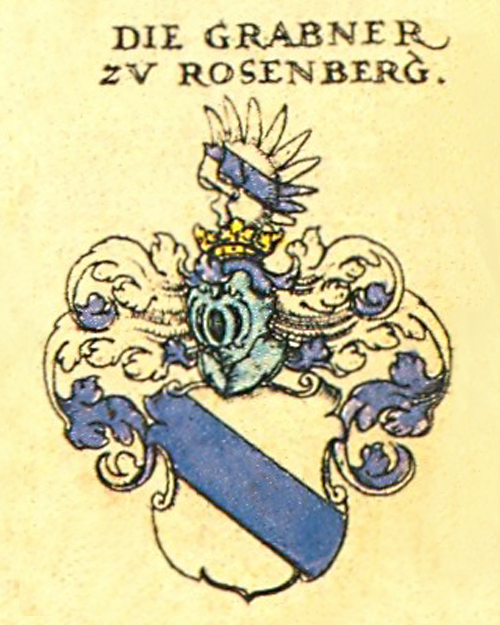
Stemma del Grabner zu Rosenberg (Rosenburg)
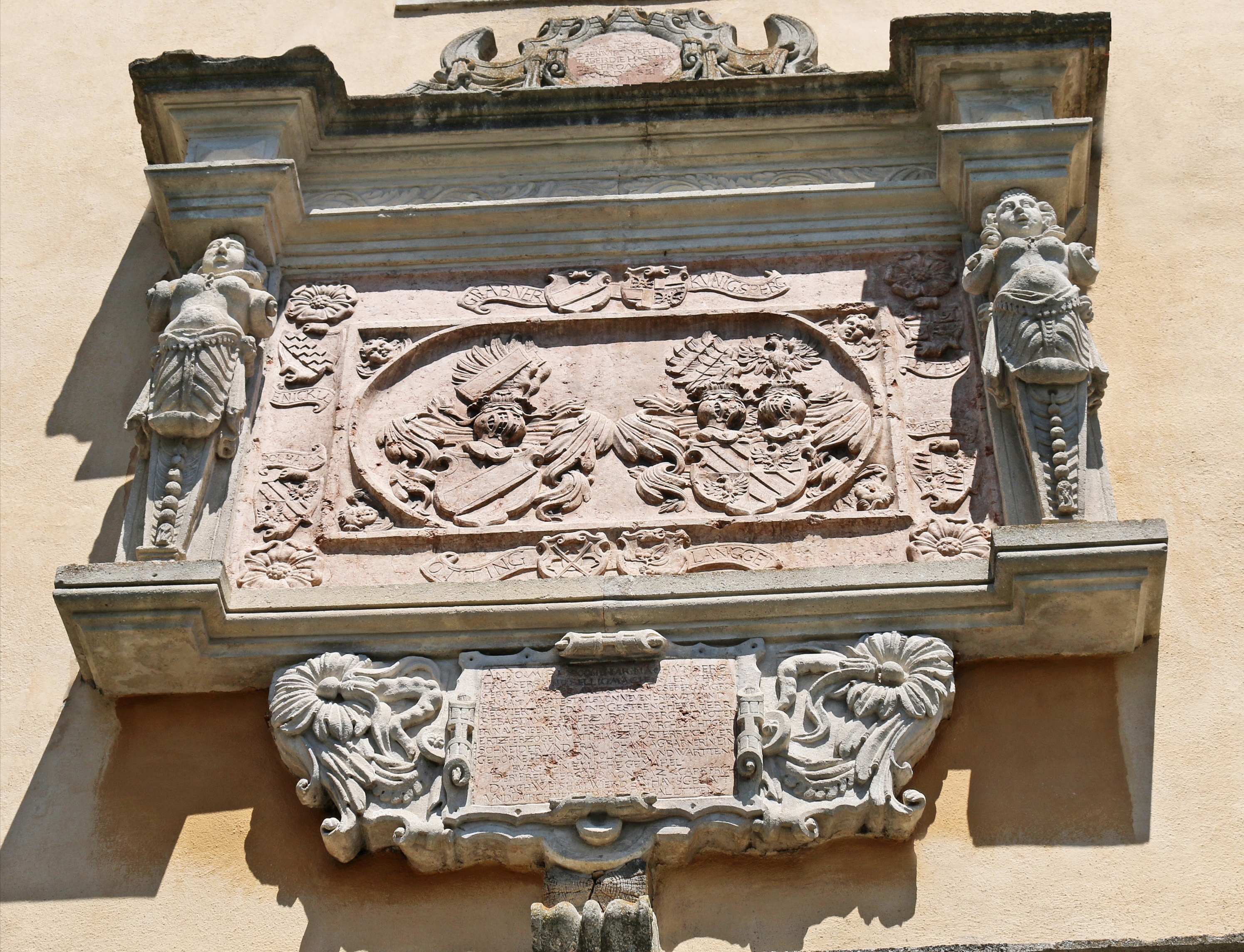
Stemma Grabner e Polheim al portale Rosenburg
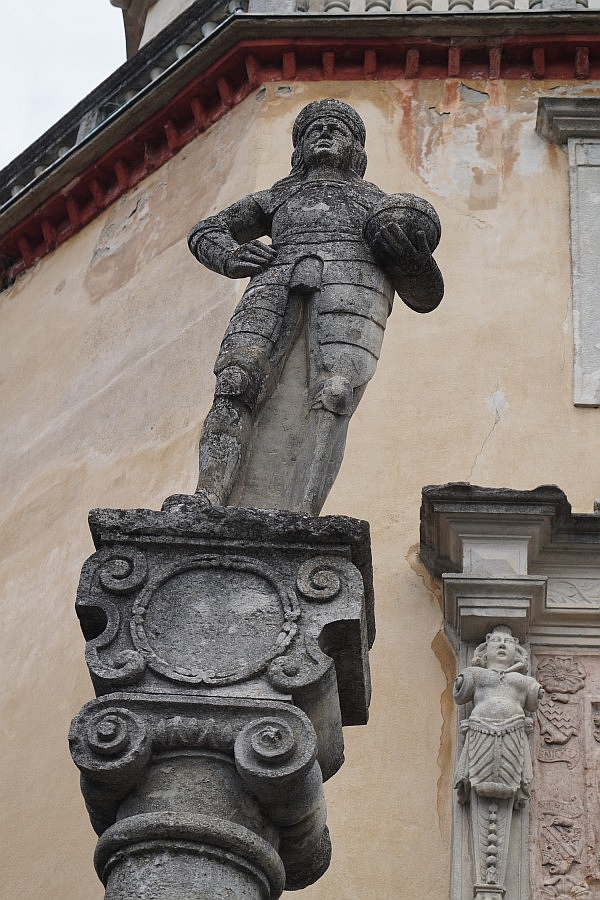
Statua di Sebastian Grabner sul Rosenburg